# St. Leonhard (Ebenheid)

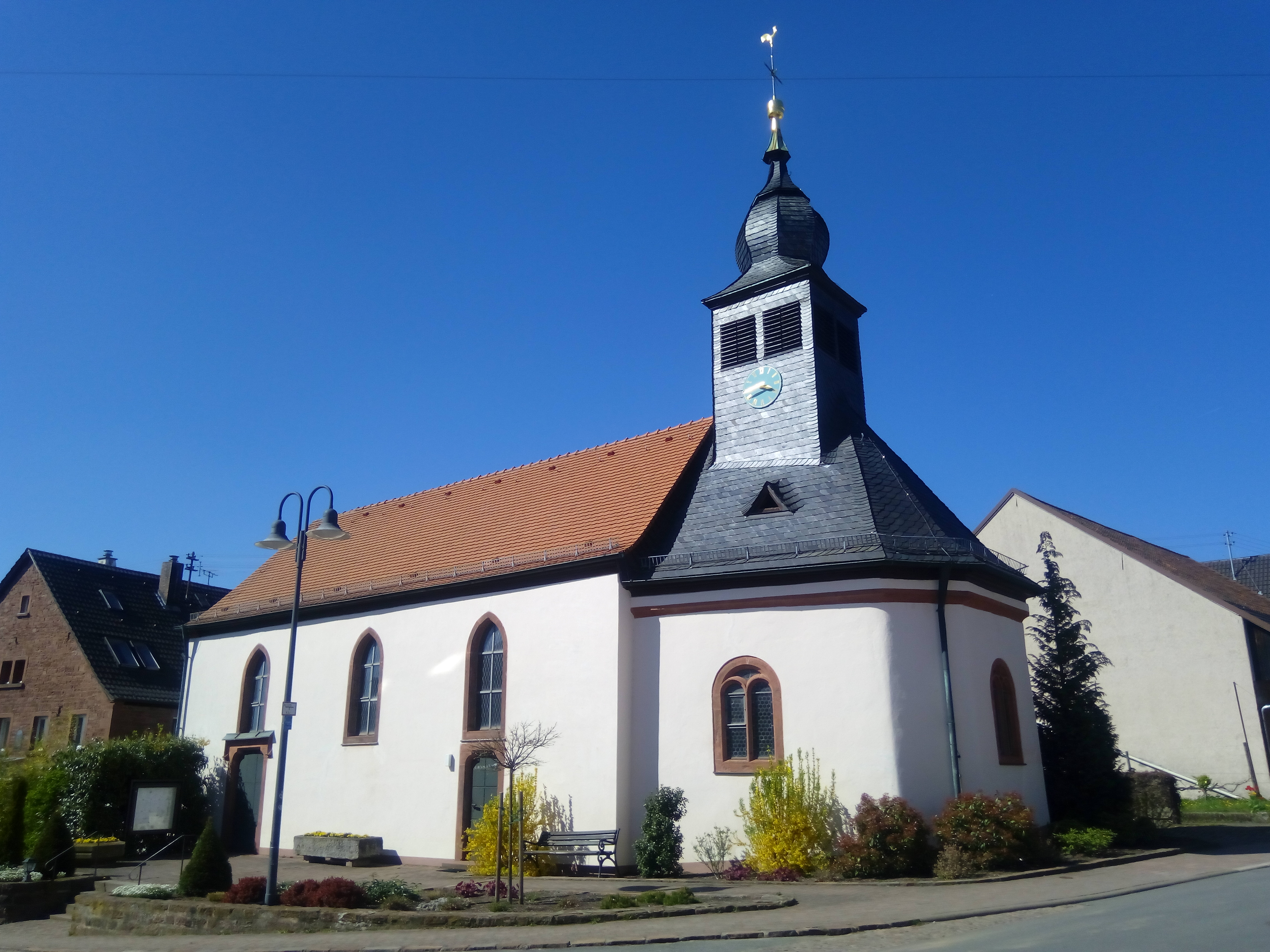
St. Leonhard in Ebenheid

Die römisch-katholische Filialkirche St. Leonhard in Ebenheid, einem Stadtteil von Freudenberg im Main-Tauber-Kreis, wurde am Anfang des 19. Jahrhunderts erneuert und ist dem heiligen Leonhard von Limoges geweiht. Das genaue Entstehungsdatum der Kirche ist nicht bekannt. Es handelt sich um eine gotische Kapelle mit Chorturm, die im Jahre 1800 erneuert wurde. Die Kirche ist ein Kulturdenkmal der Stadt Freudenberg. Die Leonhardskirche ist eine Filialgemeinde der katholischen Kirchengemeinde Rauenberg und gehört zur Seelsorgeeinheit Freudenberg, die dem Dekanat Tauberbischofsheim des Erzbistums Freiburg zugeordnet ist.